# Záhornice (Trnov)
Záhornice (německy Sahornitz) je vesnice, část obce Trnov v okrese Rychnov nad Kněžnou. Dělí se na Velkou a Malou Záhornici. V obci se nachází přestavěná budova obecního úřadu, v němž je též hasičská zbrojnice a v 1. patře vznikl po přestavbě malý sál s příslušenstvím. V něm od roku 2017 má sídlo klub stolního tenisu KPST, který čítá asi 45 stolních tenistů. Vesnice se nachází asi 2,5 km na západ od střediskové obce Trnov. Prochází zde nově zrekonstruovaná silnice II/320. V roce 2009 zde bylo evidováno 73 adres. V roce 2001 zde trvale žilo 142 obyvatel.
Záhornice je také název katastrálního území o rozloze 2,49 km².

## Pamětihodnosti
- Kaple Nanebevzetí Panny Marie